# Швајцарци
Швајцарци (њем. Schweizer, ромн. Svizzers) држављани су Швајцарске или људи швајцарског поријекла.

## Етно-лингвистичка подјела
Традиционална етничка композиција територије Швајцарске укључује следеће елементе:
- Германошвајцарци - говорници алеманског језика, настали стапањем Гало-романа са Алеманима и Бургундима, укључујући и подгрупу као што је Васлер. „Швајцарци”, термин који се од 16. до 18. вијека искључиво односи на ову групу, ширењем Швајцарске Конфедерација након Бечког конгреса почиње да се односи и на не-алеманске територије. Веома су слични становницима Алзаса, Швабије и Форарлберга који говоре њемачки.
- Франкошвајцарци - традиционални говорници франкофранко-прованског дијалекта, данас већином асимилованог од стане стандардног француског језика (швајцарски француски), настали мјешањем Гало-романа са Бургундима. Веома су слично Французима (посебно становницима Франш-Контеа).
- Италошвајцарци - говорници ломбардског језика данас већином асимиловани од стране стандардног италијанског језика. Настали су мјешањем становника римске провинције Реције и Ломбарда. Сродни су Италијанима (посебно становницима Ломбардије и Пијемонта).
- Рети - говорници романш језика, већина живи у кантону Граубиндену.